# Lac Groom
Pour les articles homonymes, voir Groom.
Le lac Groom est un salar situé dans l'état du Nevada aux États-Unis. La zone 51 est située à proximité du lac Groom. La zone 51 l'utilise pour ses ressources. 

## Informations
1. ↑  (en) « Domestic Names », sur geonames.usgs.gov (consulté le 20 novembre 2023).